# 埃尔切足球俱乐部
埃尔切足球俱乐部（西班牙語：Elche Club de Fútbol），西班牙巴伦西亚自治区埃尔切市的一个足球俱乐部。
2015年6月5日，西班牙皇家足球協會表示，因艾爾切無法解決財政問題，被罰降回西班牙乙級足球聯賽。
2019-20賽季，埃爾切在升級附加賽決賽中以1-0的總比分擊敗吉罗纳，晉升至西班牙足球甲级联赛。在西乙和西乙B五年後，他們被提升回西甲。

## 著名球員
- 保羅·加扎尼加（Paulo Gazzaniga）
- 艾米里亞諾·里高尼（Emiliano Rigoni）
- 勞爾·古蒂（Raúl Guti）

## 外部連結
- Official website（页面存档备份，存于） （西班牙文）